# Sternstraße (Bonn)
La Sternstrasse est l’une des rues commerçantes du centre-ville de Bonn en Allemagne. 

## Situation et accès
Elle fait partie de la zone piétonne et mène de la Marktplatz (de) à la Friedensplatz.

## Origine du nom
Appelée à l'origine « Pisternenstraße » (latin "pistrina" - boulangerie), la syllabe initiale est perdue avec le temps.

## Historique
Au bout de la Sternstraße, juste avant la Friedensplatz, se trouve à droite de la Kasernenstraße et à gauche de la Vivatsgasse, le tracé du deuxième mur d'enceinte du XIIIe siècle, qui a marqué la frontière de la ville jusqu'au XIXe siècle. En 1898, la Sterntor, dernière porte fortifiée de l'époque baroque est démolie en dépit d'une intervention de l'empereur Guillaume II, afin de rendre la circulation plus fluide. Seulement deux ans plus tard, quelques mètres plus loin, un bâtiment de remplacement portant le même nom est créé du côté nord de la Bottlerplatz ou de la Vivatsgasse.
Les immeubles de la Sternstraße montrent les limites étroites de l'architecture médiévale et le développement à petite échelle. Des plaques signalétiques portant des noms médiévaux sont attachées à de nombreux bâtiments. Les numéros de maison habituels sont introduits pour la première fois par les Français qui occupent Bonn de 1794 à 1814.
En ce qui concerne l'aménagement d'origine et le morcellement du terrain, les premières vues de la ville datent de la fin du XVIe siècle. La rue se compose alors de bâtiments étroits à pignon de un à deux étages. Alors que les maisons de la rangée sud ont tout au plus une petite cour, les parcelles situées au nord de la rue et dotées de grands jardins s'étendent jusqu'à la Friedrichstrasse actuelle. Le développement de l'édification est perdu lors de la Guerre de la Ligue d'Augsbourg, au moment du deuxième siège de 1689. Dans le cadre de la reconstruction, effectuée tout en maintenant la structure de la parcelle, on crée ces étroits bâtiments à pignons caractéristiques de la Sternstraße.
En règle générale, le rez-de-chaussée de ces maisons est modifié pour la première fois au cours de la première moitié du XIXe siècle. Au lieu d'une façade perforée avec des fenêtres et une porte d'entrée, les bâtiments sont transformés en rez-de-chaussée de style classique tardif avec de grandes vitrines disposées symétriquement et une entrée paysagée. Dans le cadre de cette refonte, certains bâtiments sont également surélevés et/ou équipés d’un pignon rectangulaire.
Une autre transformation a lieu vers la fin du XIXe siècle et le début du XXe siècle. En conservant la structure du bâtiment, la façade du rez-de-chaussée est modifiée. Les façades étaient recouvertes de stuc d'époque.
Contrairement aux grandes places (Markt, Remigiusplatz et Martinsplatz, par exemple) situées dans le centre-ville, seuls quelques bâtiments du XVIIIe siècle sont démolis et entièrement reconstruits tout en préservant les anciennes parcelles. Ces bâtiments donnent une nouvelle dimension urbaine à l'allure et à la hauteur des bâtiments, qui façonnent aujourd'hui de manière décisive la rue.